# Pałac Festeticsów w Keszthely
Pałac Festeticsów w Keszthely (węg. Festetics-kastély) – pałac położony w mieście Keszthely, nad jeziorem Balaton, na Węgrzech. Należy wraz Pałacem Królewskim w Gödöllő i pałacem Esterháza w Fertőd do największych obiektów rezydencjonalnych na Węgrzech.

## Historia pałacu
Pałac w Keszthely powstawał w trzech głównych okresach. Wschodnie skrzydło główne zostało zbudowane w latach 1745-1750, gdy właścicielem był Kristóf Festetics, w stylu barokowym. Chociaż już za czasów Krisófa i jego syna Pála III Festeticsa rozważano plany rozbudowy budynku do kształtu litery U to nie zostały one zrealizowane. Asymetryczne skrzydło południowe w kształcie litery L zostało ostatecznie zbudowane za czasów hrabiego Györgyego I Festeticsa w latach 1792-1804, a jego zwrócona na zewnątrz część stanowiła skrzydło biblioteczne.
Obecna forma pałacu powstała w latach 1883-87, gdy właścicielem był Tasziló II Festetics, pod egidą historyzmu (neobarok i neorokoko). Plany przebudowy i rozbudowy zostały wykonane przez wiedeńskiego architekta Victora Rumpelmayera. Wydłużono główne skrzydło, a także ostatecznie zrealizowano kształt litery U poprzez dobudowanie północnego skrzydła w kształcie litery L, w którym umieszczono sale balowe i apartamenty gościnne. W tym czasie dobudowana została także wieża, a całość pokryto nowym dachem mansardowym.
Podczas II wojny światowej, w przeciwieństwie do wielu węgierskich pałaców, wystrój wnętrz, wyposażenie i sam budynek pozostały w większości nienaruszone. Po wyjeździe rodziny Festeticsów we wrześniu 1944 roku część zbiorów została zrabowana przez żołnierzy niemieckich i węgierskich oraz miejscową ludność, jednak znaczna część oryginalnego wyposażenia ocalała. W celu zapobieżenia przed grabieżami ze strony sowieckiej zamurowano skrzydło biblioteki, gdzie zgromadzono najcenniejsze wyposażenie, które przetrwało w ten sposób wojnę na swoim pierwotnym miejscu. Pozostała część ocalałych przedmiotów prawdopodobnie została wywieziona z pałacu do budynku uzdrowiskowego w Hévíz, należącego do rodziny Festetics, gdzie pozostała w nienaruszonym stanie. Po nacjonalizacji pałacu w 1948 roku do zwiedzania udostępnione było jedynie skrzydło biblioteki wraz z zamurowanymi wcześniej pomieszczeniami pod nazwą Biblioteka Helikona, która znajdowała się pod zarządem Państwowej Biblioteki Széchényiego. Pozostała część budynku była wykorzystywana przez wojsko, szkoły i bibliotekę powiatową. Pomysł stworzenia muzeum zrodził się już w latach pięćdziesiątych XX wieku, jednak zostało ono otwarte w 1974 roku jako Muzeum Pałacowe Helikon.

## Park
Park pałacowy na przestrzeni minionych wieków ulegał licznym przekształceniom. Ostatnią jego znaczącą przemianę przypisuje się Anglikowi Henry'emu Ernestowi Milnerowi, który w 1885 roku stworzył w Keszthely ogród w stylu angielskim. Park przeżywał swój rozkwit w latach 1887-1945, kiedy to zajmował powierzchnię 42 hektarów. Uległ on poważnym zniszczeniom po 1945 roku: teren rozparcelowano, a następnie w 1986 roku przecięto go na dwie części nowo wytyczoną drogą. W efekcie tych działań powierzchnia parku skurczyła się do 7,2 ha. Dodatkowe zniszczenia dokonały się podczas renowacji parku w 1986 roku, która mimo że była podjęta w dobrej wierze, to nie została przeprowadzona w duchu autentyczności historycznej.
W 2015 roku przy wsparciu Unii Europejskiej park pałacowy został odnowiony. Celem projektu była całkowita rekonstrukcja największej części wewnętrznego parku, z uwzględnieniem autentyczności historycznej, według ostatniego stanu zrealizowanego na podstawie planów Milnera. Realizację poprzedziły dokładne badania archiwalne oraz badania geodezyjne i szczegółowe kondycji roślin. W ramach inwestycji wypielęgnowano kilkaset starych drzew oraz posadzono nowe drzewa, krzewy, róże, rośliny okrywowe i byliny, a także wykonano torfowanie. Odrestaurowano także dziedziniec, fontanny, kameralny ogród księżnej oraz jezioro i most. Renowacja parku kosztowała ponad 243 miliony forintów.

## Galeria

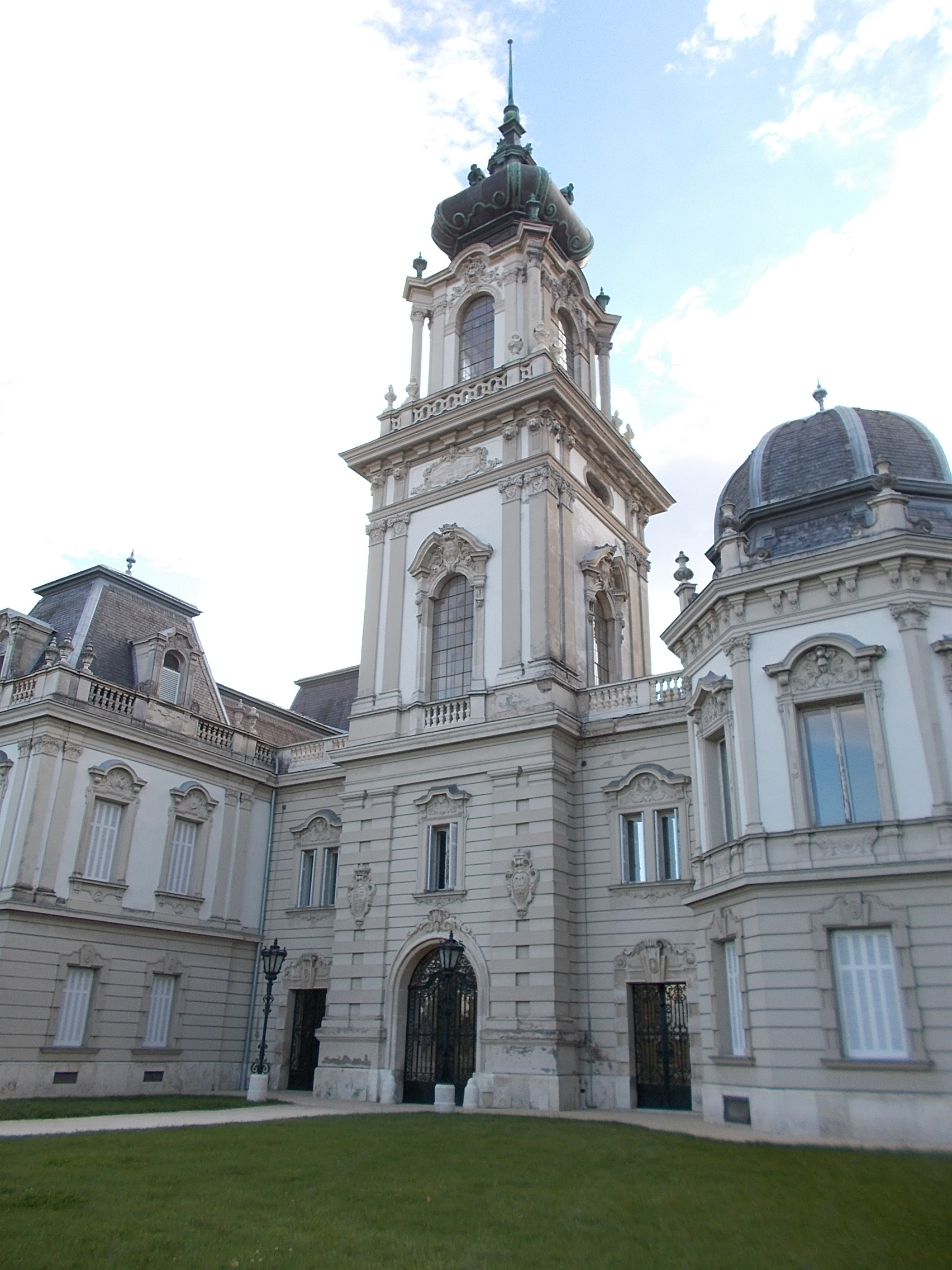
Wieża w skrzydle głównym
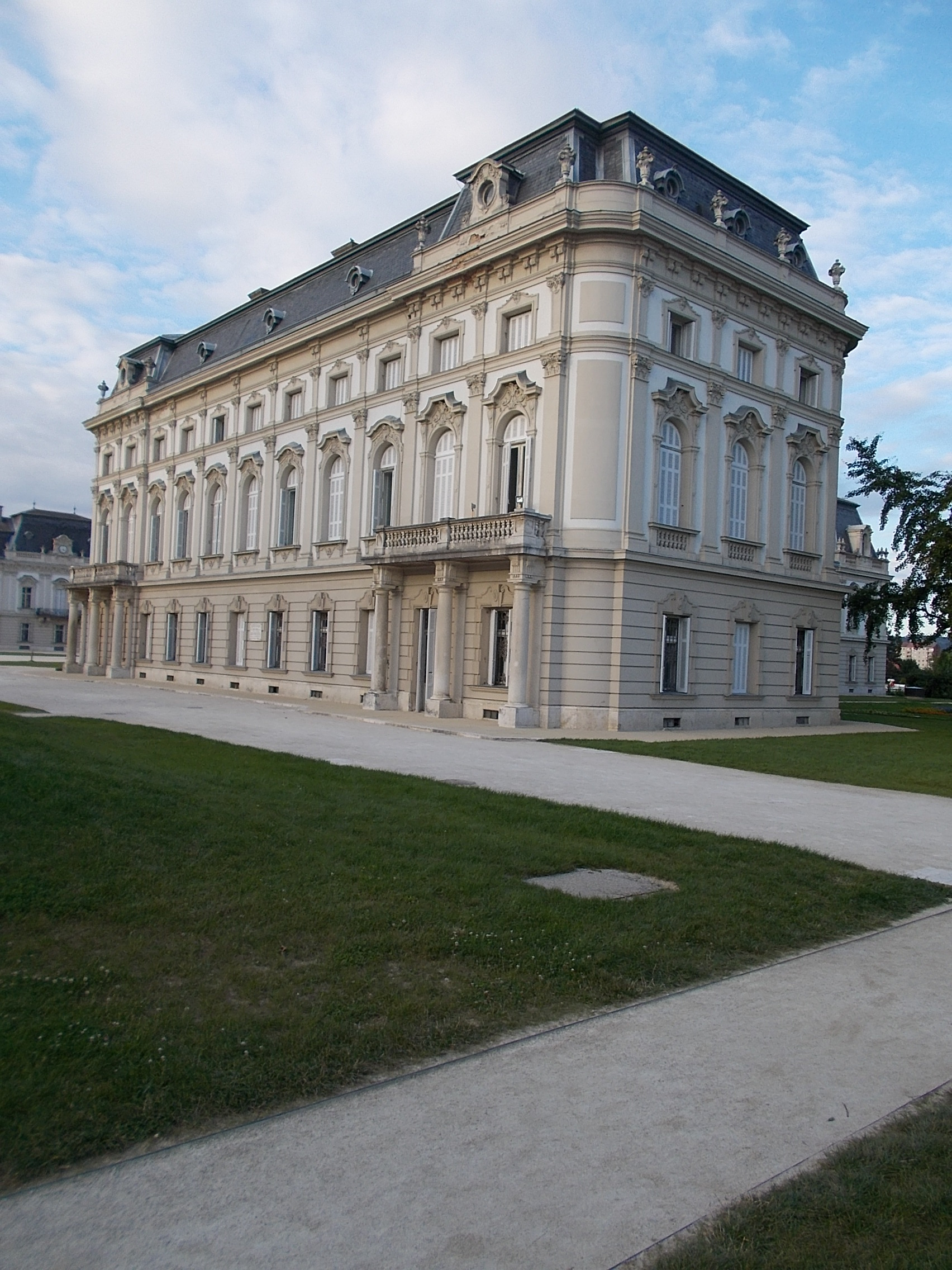
Skrzydło południowe
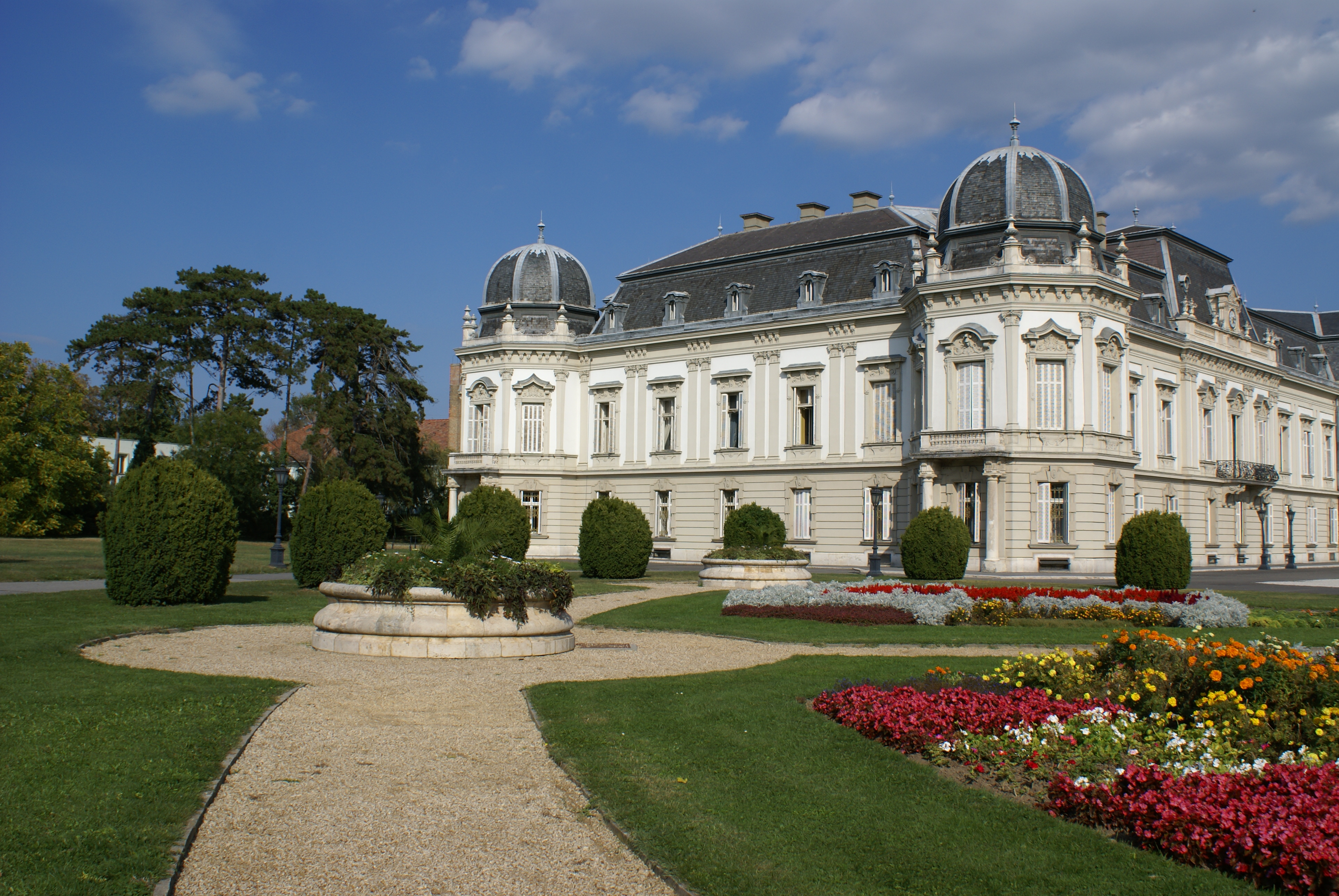
Skrzydło północne
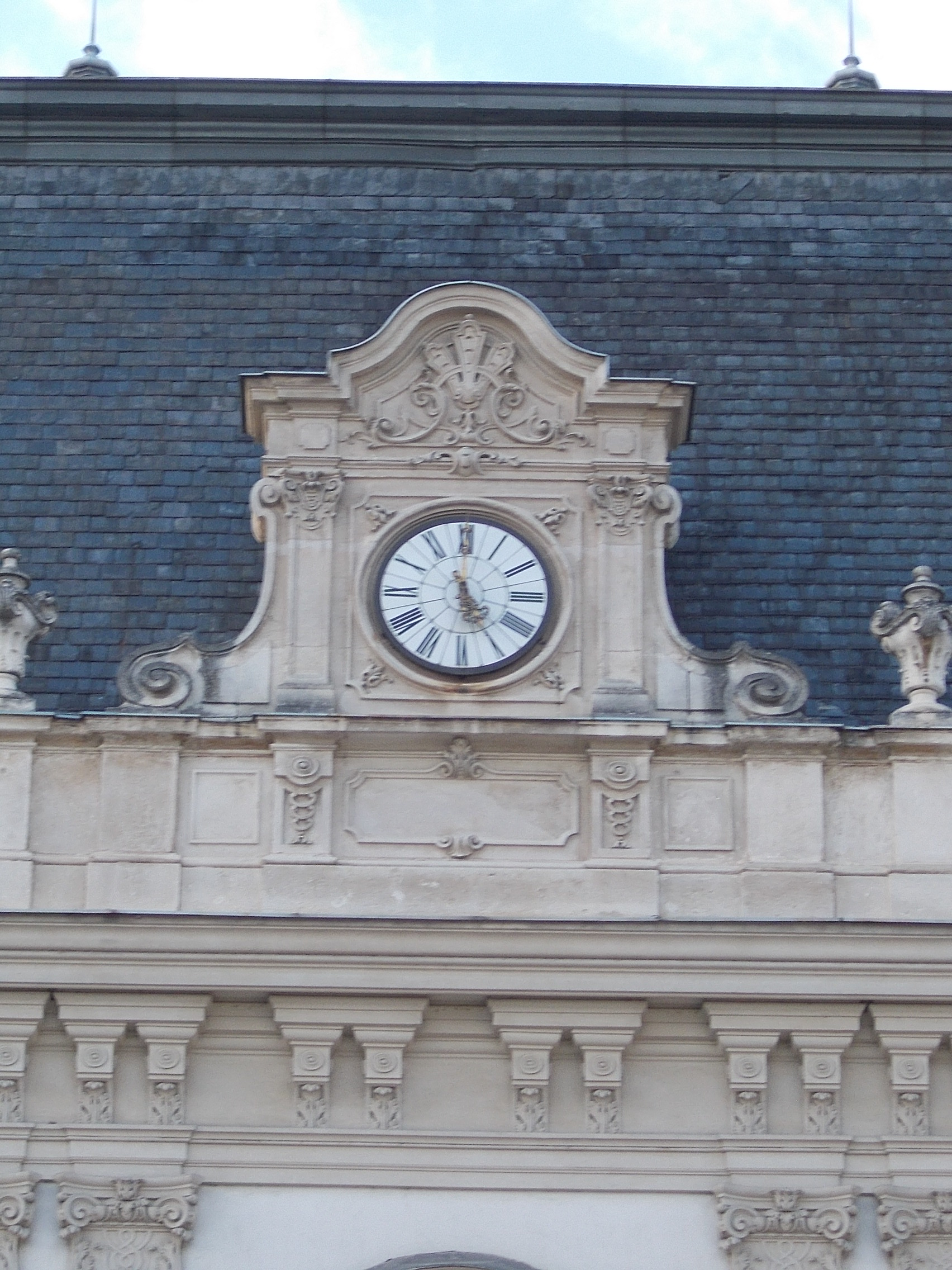
Zegar na fasadzie skrzydła północnego
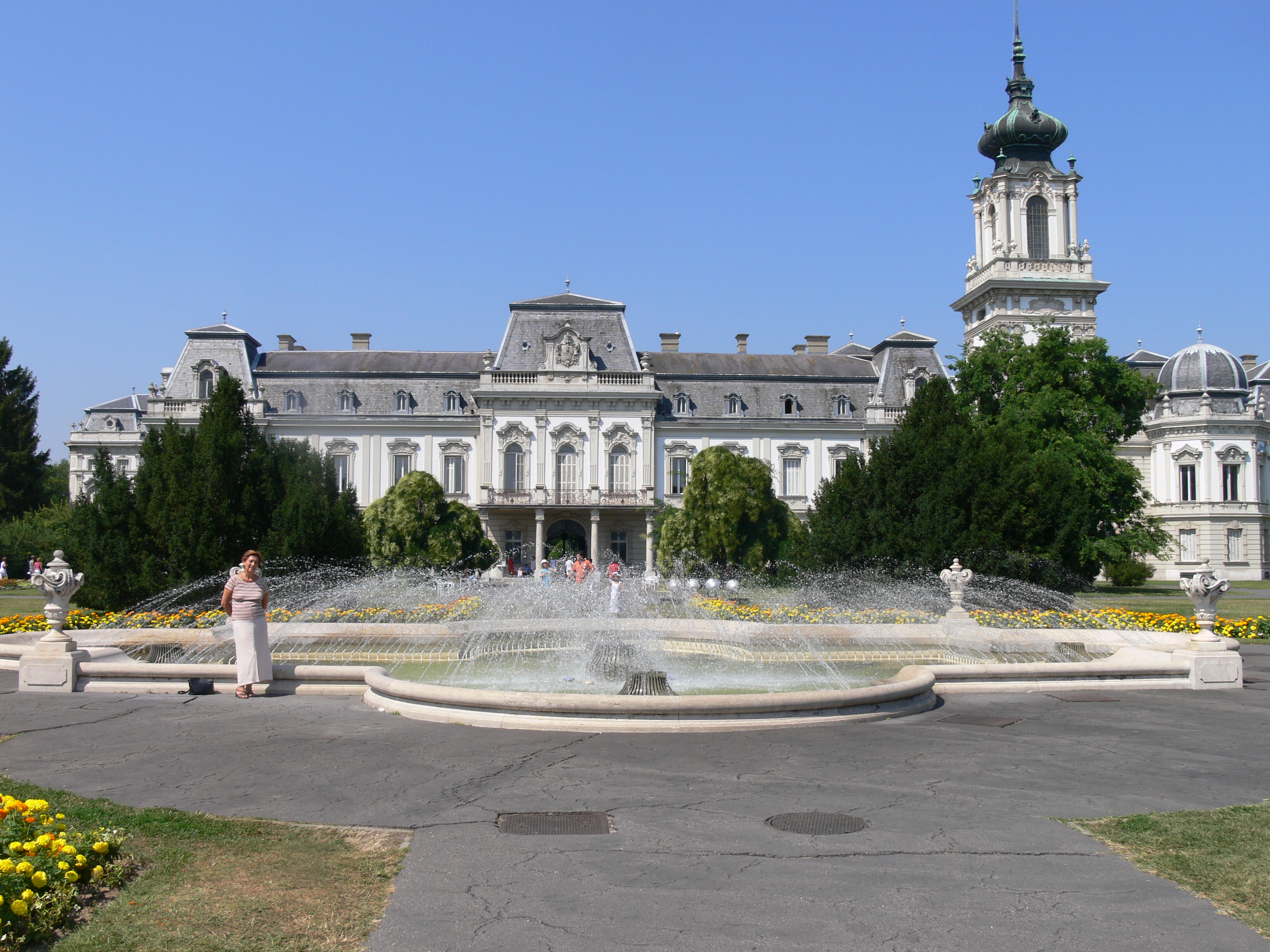
Fontanna przed pałacem
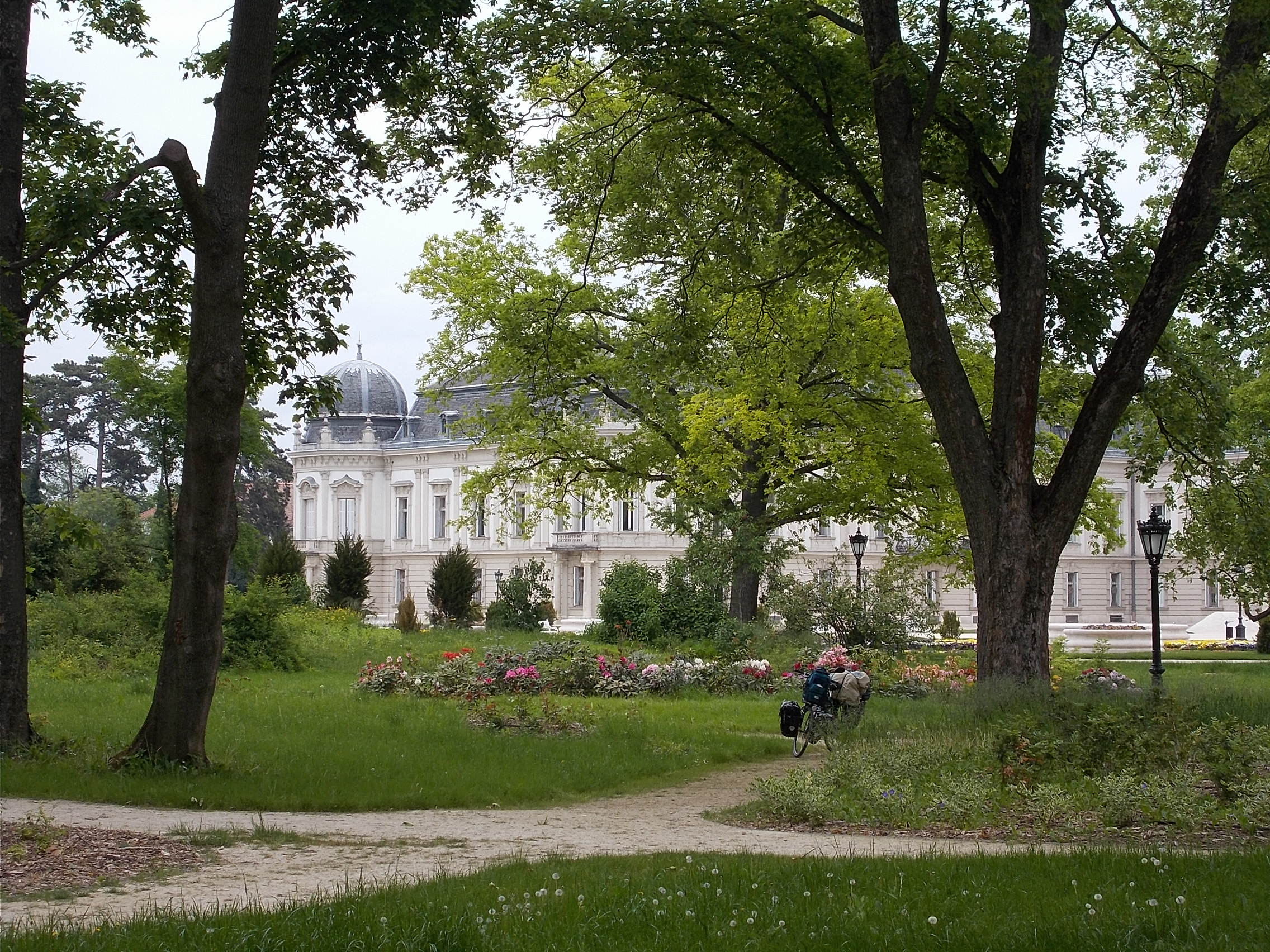
Widok z parku
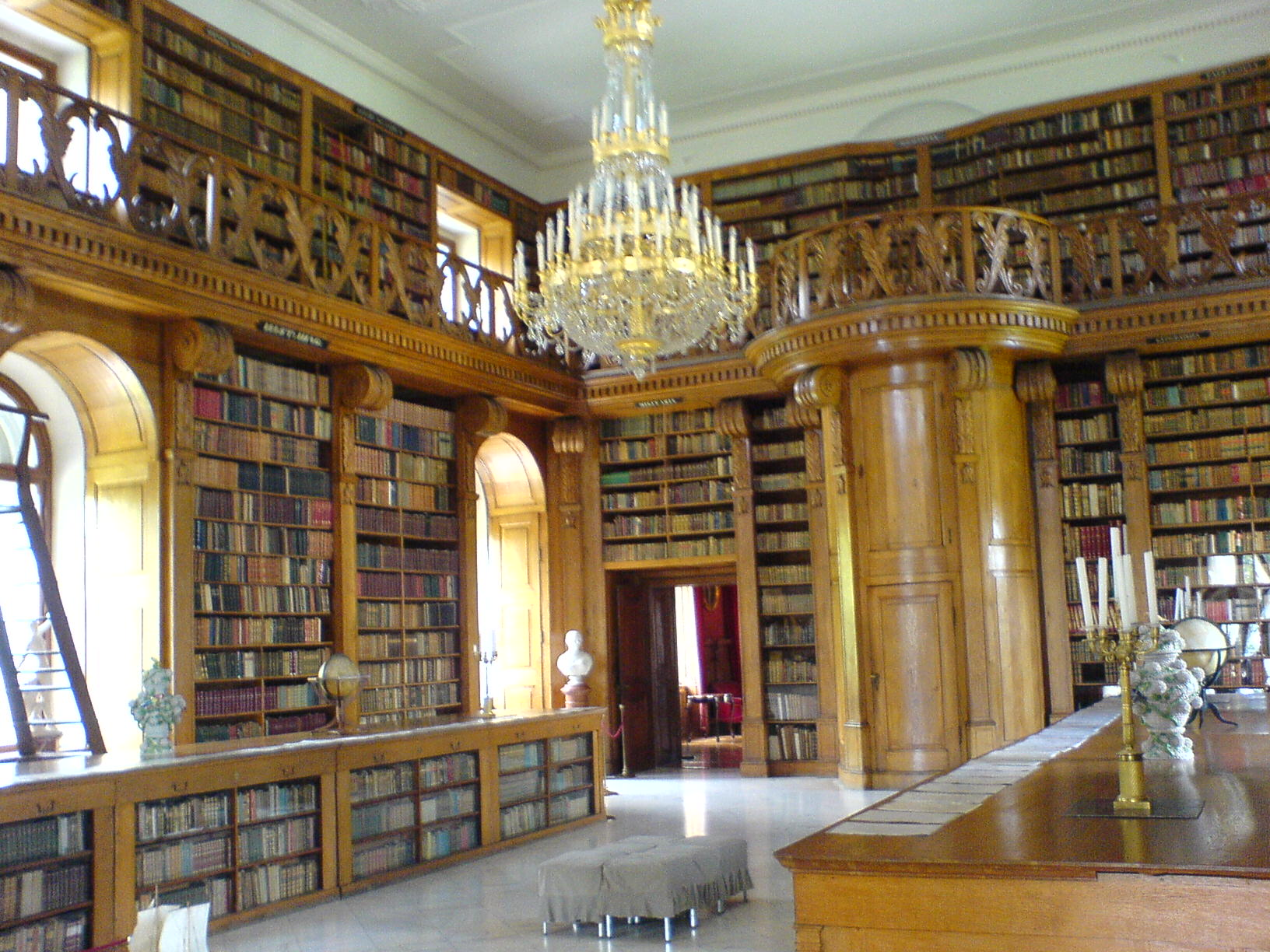
Biblioteka